# Relações entre Irã e Líbano

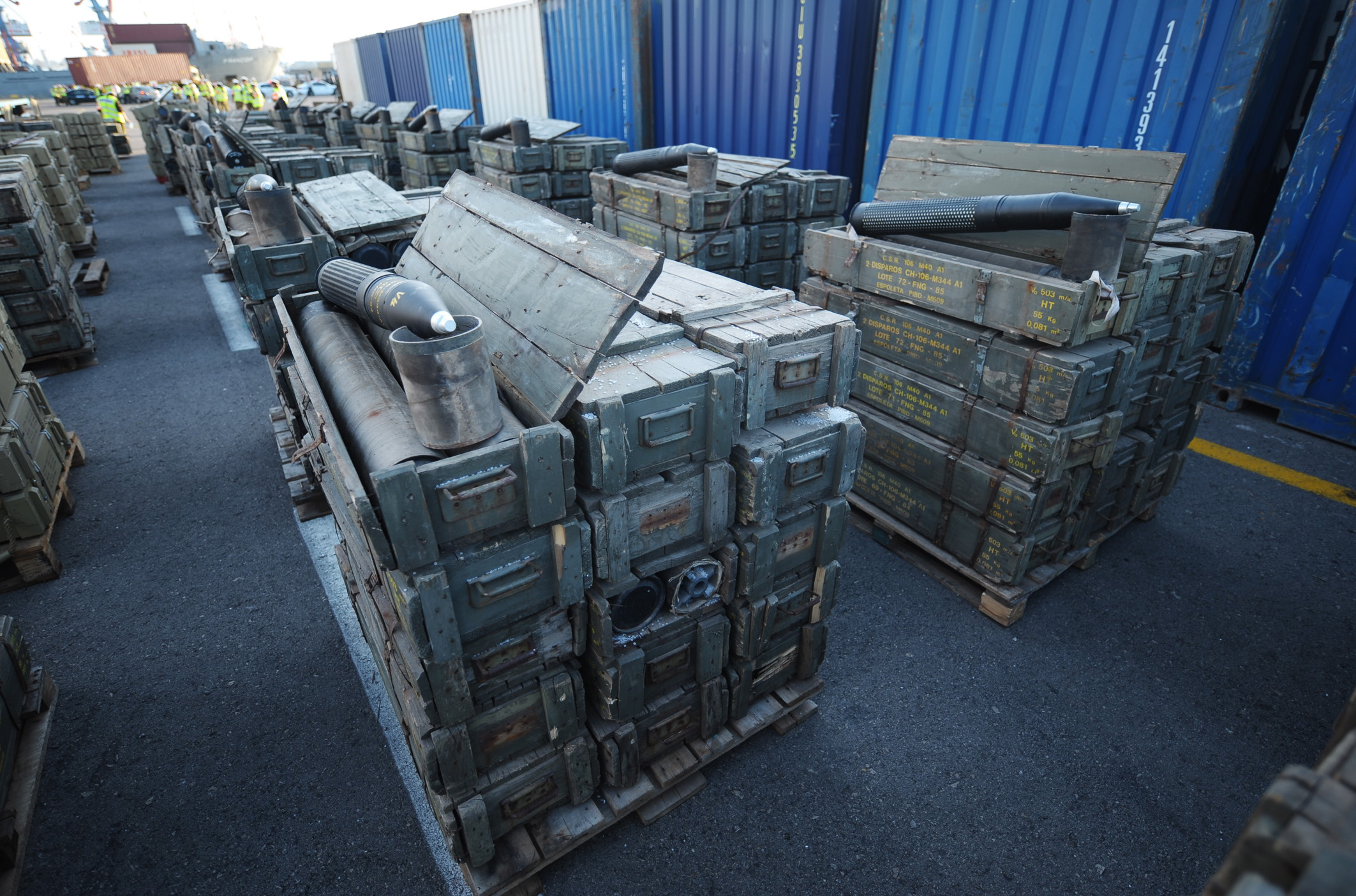
Um dos carregamentos de mísseis supostamente enviados pelo Irã ao grupo xiita Hezbollah, interceptados pela Marinha de Israel, em 2009.

As relações entre Irão (português europeu) ou Irã (português brasileiro) e Líbano são as relações diplomáticas estabelecidas entre a República Islâmica do Irã e a República Libanesa.
Os dois países têm dado prosseguimento a uma relação positiva desde a Revolução Iraniana, em 1979. Após a formação da república islâmica, a elite revolucionária do Irã, incluindo o aiatolá Khomeini, começou a estender a mão à comunidade xiita no Líbano, oferecendo apoio financeiro e religioso. A presença e a influência do Irã no Líbano se expandiu drasticamente em 1982, quando os iranianos enviaram cerca de 1.000 membros do Exército dos Guardiães da Revolução Islâmica (IRGC) ao vale do Beqaa em resposta à invasão israelense do Líbano.
O Irã forneceu treinamento militar às milícias xiitas libanesas, e foi a "força propulsora" por trás da formação do Hezbollah, além de ter sido o principal patrocinador externo do Hezbollah no fornecimento de dinheiro, armas e apoio militar.